# Космін Матей
Космін Матей (рум. Cosmin Matei, нар. 30 вересня 1991, Тирговіште) — румунський футболіст, півзахисник клубу «Динамо» (Бухарест) та національної збірної Румунії.
Дворазовий володар Кубка Румунії. 

## Клубна кар'єра
Народився 30 вересня 1991 року в місті Тирговіште. Вихованець юнацьких команд футбольних клубів «Тирговіште» та «Фарул».
У дорослому футболі дебютував 2008 року виступами за команду клубу «Фарул», в якій провів два сезони, взявши участь у 35 матчах чемпіонату. 
Своєю грою за цю команду привернув увагу представників тренерського штабу клубу «Стяуа», до складу якого приєднався 2010 року. Відіграв за бухарестську команду наступний сезон своєї ігрової кар'єри.
Протягом 2011—2012 років захищав кольори команди клубу «Астра» (Плоєшті).
До складу клубу «Динамо» (Бухарест) приєднався 2011 року. Відтоді встиг відіграти за бухарестську команду 83 матчі в національному чемпіонаті.

## Виступи за збірні
2007 року дебютував у складі юнацької збірної Румунії, взяв участь у 13 іграх на юнацькому рівні, відзначившись 3 забитими голами.
Протягом 2011–2012 років залучався до складу молодіжної збірної Румунії. На молодіжному рівні зіграв у 7 офіційних матчах, забив 1 гол.
2014 року дебютував в офіційних матчах у складі національної збірної Румунії. Наразі провів у формі головної команди країни 2 матчі.

## Титули і досягнення
- Володар Кубка Румунії (3):

«Стяуа»:  2010–11
«Динамо» (Бухарест):  2011–12
«Сепсі»: 2022–23
- Володар Суперкубка Румунії (3):

«Динамо» (Бухарест): 2012
«Сепсі»: 2022, 2023